# Dolci
Dolci falu Horvátországban Verőce-Drávamente megyében. Közigazgatásilag Raholcához tartozik.

## Fekvése
Verőcétől légvonalban 52, közúton 60 km-re délkeletre, községközpontjától légvonalban és közúton 2 km-re keletre, Szlavónia középső részén, a Krndija-hegység előterében, a Drávamenti-síkság szélén fekszik.

## Története
Dolci település feltehetően a török uralom idején a 16. században keletkezett Boszniából érkezett katolikus vallású sokácok betelepítésével. 1579-ben a Pozsegai szandzsák részeként 12 házzal szerepel a török defterben. 1698-ban „Dolinczy” néven szerepel a török uralom alól felszabadított felszabadított települések között. Kezdetben kamarai birtok volt, majd 1722-ben III. Károly király a raholcai uradalommal együtt gróf Cordua d' Alagon Gáspár császári tábornoknak adományozta. 1730-ban Pejácsevich Antal, Miklós és Márk vásárolták meg tőle, majd 1742-ben a raholcai uradalommal együtt a Mihalovics családnak adták el.
Az első katonai felmérés térképén „Dorf Dolczi” néven találjuk. Lipszky János 1808-ban Budán kiadott repertóriumában „Dolcze” néven szerepel. Nagy Lajos 1829-ben kiadott művében „Dolcze” néven 27 házzal, 173 katolikus vallású lakossal találjuk.
1857-ben 319, 1910-ben 607 lakosa volt. 1910-ben a népszámlálás adatai szerint lakosságának 69%-a horvát, 13%-a cseh, 10%-a német, 8%-a magyar anyanyelvű volt. Verőce vármegye Nekcsei járásának része volt. Az első világháború után 1918-ban az új szerb-horvát-szlovén állam, majd később (1929-ben) Jugoszlávia része lett. 1991-ben lakosságának 94%-a horvát, 4%-a szerb nemzetiségű volt. 2011-ben 286 lakosa volt.

## Lakossága
| Lakosság változása | Lakosság változása | Lakosság változása | Lakosság változása | Lakosság változása | Lakosság változása | Lakosság változása | Lakosság változása | Lakosság változása | Lakosság változása | Lakosság változása | Lakosság változása | Lakosság változása | Lakosság változása | Lakosság változása | Lakosság változása |
| ------------------ | ------------------ | ------------------ | ------------------ | ------------------ | ------------------ | ------------------ | ------------------ | ------------------ | ------------------ | ------------------ | ------------------ | ------------------ | ------------------ | ------------------ | ------------------ |
| 1857               | 1869               | 1880               | 1890               | 1900               | 1910               | 1921               | 1931               | 1948               | 1953               | 1961               | 1971               | 1981               | 1991               | 2001               | 2011               |
| 319                | 370                | 383                | 476                | 519                | 607                | 668                | 568                | 494                | 490                | 506                | 401                | 386                | 339                | 329                | 286                |

## Nevezetességei
Szent Márton tiszteletére szentelt római katolikus temploma 1884-ben épült.

## Sport
Az NK DOŠK Dolci labdarúgóklubot 1969-ben alapították, majd 2007-ben újraalapították. A megyei 1. liga keleti csoportjában szerepel.